# المتغذيات على الهيدروجين
من أمثله التغذية الهيدروجينية بواسطة الكائنات الحية المختزلة لثاني أكسيد الكربون (CO₂)، حيث تستخدم CO₂ و H₂ لإنتاج الميثان (CH₄) من خلال التفاعل التالي:
- CO2+ 4H2 → CH4 + 2H2O

تشمل المسارات الأيضية الهيدروجينية الأخرى تكوين الأسيتون، واختزال الكبريتات، بالإضافة إلى البكتيريا المؤكسدة للهيدروجين. أما الكائنات التي تستقلب الميثان، فتسمى الميثانوجينات. تنتمي الكائنات المتغذية على الهيدروجين إلى مجموعة من الكائنات الحية المعروفة بالميثانوجينات، وهي الكائنات التي تقوم بعمليات لاهوائية مسؤولة عن إنتاج الميثان من خلال اختزال ثاني أكسيد الكربون. كما تشمل الميثانوجينات مجموعة أخرى من الكائنات الحية تعرف بالميثيلوتروفات، وهي كائنات قادرة على استخدام جزيئات الكربون المفردة أو الجزيئات التي لا تحتوي على روابط كربون-كربون.

## معلومات أساسية
تم إجراء أول تجربة على البكتيريا الهيدروجينية بواسطة وكالة ناسا في الستينيات بهدف العثور على مصدر غذائي قابل للتجديد. وقد تبين أن البكتيريا الهيدروجينية تحتوي على نسبة عالية من البروتين والكربوهيدرات، مما يجعلها مصدرًا واعدًا في تطوير الأساليب الزراعية المستدامة. أظهرت التجارب أن البكتيريا الهيدروجينية قادرة على تحويل ثاني أكسيد الكربون إلى غذاء بمعدل أسرع من النباتات، مما يجعلها بديلاً فعالاً ومستداماً يمكن استخدامه في الأنظمة الغذائية الغنية بالبروتين القائمة على النباتات، وكذلك كبديل للمنتجات التي تستخدم المستخلصات النباتية والزيوت.
في سبتمبر 2022، حصلت شركة Solar Foods، وهي شركة ناشئة في مجال التكنولوجيا الحيوية الفنلندية، على أول موافقة تنظيمية للأغذية من وكالة الغذاء السنغافورية (SFA) لمكمل بروتيني (Solein) مشتق من الكائنات الحية الدقيقة المتغذيه على الهيدروجين. ومنذ ذلك الحين، بدأت الشركة الإنتاج في منشأة تجارية واسعة النطاق.
توجد البكتيريا الهيدروجينية بشكل شائع في أمعاء الإنسان، حيث تعيش جنبًا إلى جنب مع البكتيريا المخمرة الأخرى في تكافل مع بعضها البعض. كما أنها موجودة أيضًا في التربة ورواسب المياه العذبة والنظم البيئية البحرية في مختلف أنحاء العالم.